# Термидорска реакција
Термидорска реакција назив је за државни удар којим је са власти у Првој француској републици збачена партија Јакобинаца. Њиме је окончан најрадикалнији и најбруталнији период Француске револуције - Јакобинска диктатура. Назив је добио по термидору, месецу из француског револуционарног календара, у коме се догађај одиграо.

## Пуч
Револуцијом од 31. маја до 2. јуна 1793. године јакобинци преузимају власт од жирондинаца и заводе диктатуру. Ситна буржоазија и сиротиња су преузеле власт. Најзначајнија личност Јакобинске диктатуре био је Максимилијан Робеспјер. Робеспјер се заносио идејом да потпуно преуреди француско друштво. У складу са тим, све противнике својих реформи, тзв. "непријатеље револуције" слао је на гиљотину. Следеће, 1794. године, диктатура је пооштрена те није било необично да се у једном дану погуби на десетине људи. Чак се ни чланови Комитета јавног спаса нису осећали сигурним од самовоље Робеспјера, Сен Жиста и Кутона зато што није било необично да гиљотирају и припаднике своје партије због најмањег преступа или сукоба мишљења.
Државни удар извршен је 9. термидора 2. године републике (27. јула 1794. године). Национални конвент је изгласао да Максимилијан Робеспјер, Сен-Жист и други представници Јакобинаца буду погубљени. Жан Ламберт Талијен и Жакиз Николас Варен денунцирали су Робеспјера и Сен-Жиста. Челници Јакобинаца убрзо су ухапшени.
У Дворану слободе упале су трупе Париске комуне како би ослободиле Робеспјера и остале. Долази до сукоба трупа Комуне и трупа Конвента које је предводио Паул Барас. Трупе Комуне повукле су се у Hôtel de Ville где је Робеспјер окупио своје присталице. Конвент их је прогласио одметницима што је значило да могу бити погубљени без суђења. Чланови Париске комуне су током вечери дезертирали. Барас са трупама 28. јула у 2 сата ујутро упада у хотел. Робеспјеров брат Огистен скочио је кроз прозор и поломио обе ноге. Лебас се убио, Кутон је страдао приликом бега. Робеспјер је упуцан у лице. Повређена му је вилица. Постоји верзија по којој је и он покушао самоубиство да не би био ухваћен жив. Сен-Жист се предао без отпора.
Следећег дана, 10. термирора (28. јула), јавно су погубљени челници Јакобинске партије. Том приликом је страдало 22 Јакобинаца. Период Јакобинске диктатуре тиме је завршен. Термидорци су преузели власт и након пар месеци формирали Директоријум.
За време страховладе јакобинаца ухапшено је преко 400.000 људи, а погубљено скоро 50.000. У почетку су први били гиљотирани припадници аристократије, али је временом постала пракса да се обични људи због разних мањих пропуста или испада воде на гиљотину. Сви они су били обухваћени Законом о сумњивцима којим је свако свакога могао да оптужи да ради или говори против власти или Револуције чиме би та особа стављана на листу сумњиваца.